# Amesemi

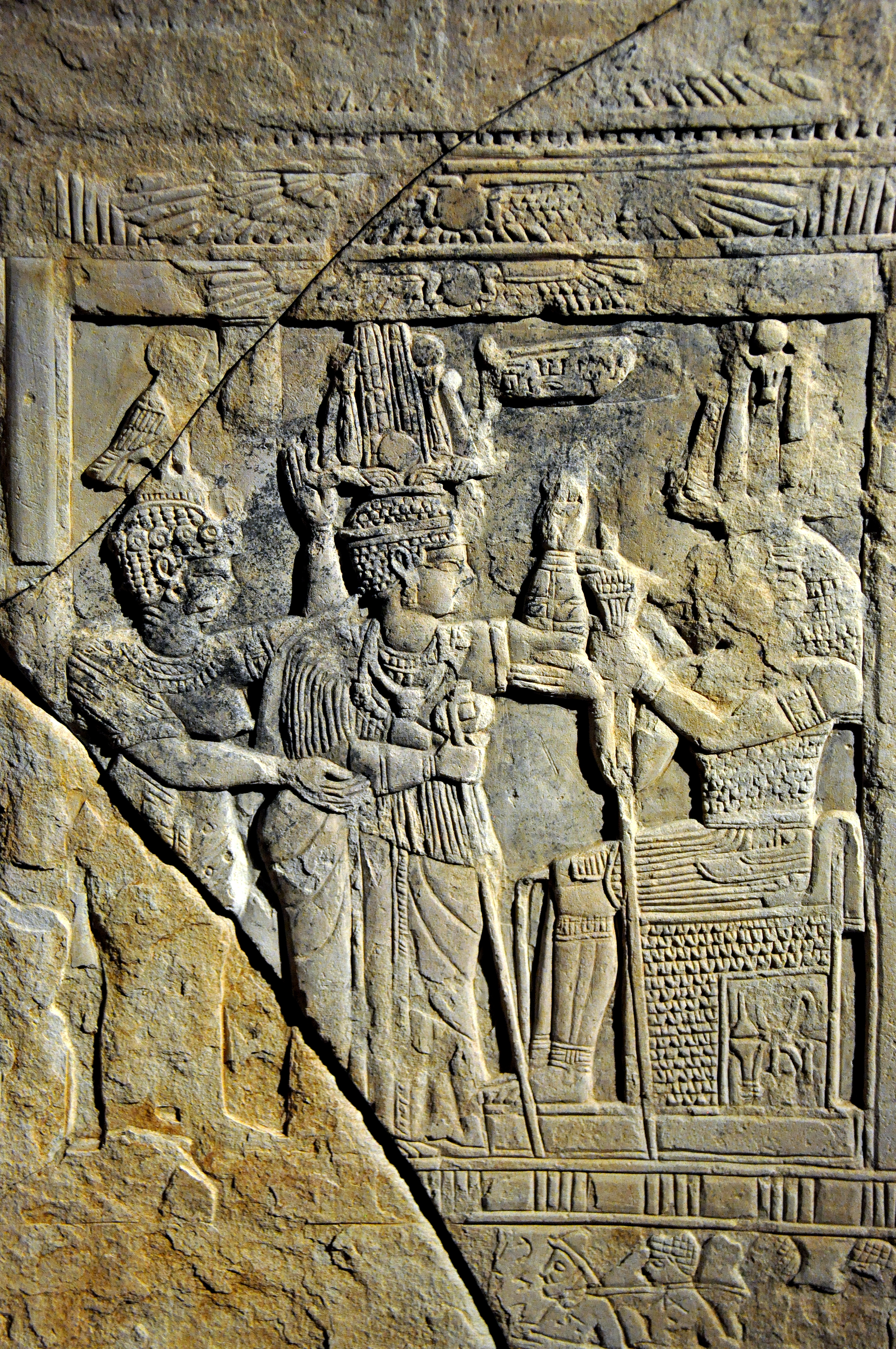
Stela som från vänster till höger avbildar drottning Amanishakheto, Amesemi och Apedemak.

Amesemi var en skyddsgudinna inom den nubiska religionen i Nubien, gift med lejonguden Apedemak och associerad med månen. 
Hon avbildades krönt med en månskära under en falcofågel, bärande en extra uppsättning händer i sina egna.  
Den nubiska religionen var en blandreligion kraftigt influerad av den egyptiska religionen, och Amesemi är en av de gudar som finns bevarade från den föregyptiska inhemska religionen. Hon avbildas också på ett mindre egyptiskt sätt: istället för att avbildas som en finlemmad egyptisk kvinna, avbildas Amesemi som en kvinna med ett mer afrikanskt utseende, som påminner mer om de afrikanska kvinnorna i Nubien, som såg annorlunda ut än kvinnorna i Egypten. 
Hon dyrkades jämsides med Amun-Apedemak i templet i Naqa. 